# محمد مصطفى الأعظمي
محمَّد مصطفى الأعظمي (1350- 1439 هـ / 1932- 2017 م) عالم مسلم هندي محدِّث مسنِد، وباحث محقق، تخصَّص بدراسة الحديث النبوي. واشتَهَر بتمحيصه لبعض مؤلفات المستشرقين عن الإسلام والحضارة الإسلامية، من شاكلة: جولد تسيهر، ومرجليوث، ويوسف شخت، والرد عليهم. حصل على الجنسية السعودية.

محمد مصطفى الأعظمي يوم تسلُّمه جائزة الملك فيصل العالمية

## ولادته وتحصيله
ولد محمد مصطفى الأعظمي في مدينة منو بالهند سنة 1350هـ/ 1932م. أخرجه والده من المدرسة الثانوية الإنجليزية، وألحقه بالمدرسة العربية، حيث كان والدُه معاديًا للاحتلال البريطاني للهند. تخرَّج في دار العلوم بديوبند نحو سنة 1372هـ، ثم التحق بالأزهر الشريف بمصر، فحصل على شهادة العالمية مع الإجازة بالتدريس من كلية اللغة العربية، ثم رجع إلى الهند. تابع دراسته في بريطانيا بجامعة كامبريدج وحصل منها على الدكتوراه، في أكتوبر 1966م، عن بحثه «دراسات في الحديث النبوي وتاريخ تدوينه» الذي كتبه أولًا باللغة الإنجليزية، ثم ترجمه إلى العربية مع بعض التعديلات، وأضاف إليه فصلًا تمهيديًّا يتناول مفهوم السنة ومكانتها في الإسلام. 

## عمله ووظائفه
عمل في قَطَر مدرسا للغة العربية لغير الناطقين بها، ثم أصبح الأمين على دار الكتب القَطَرية، وكانت تُسمَّى: المكتبة العامة. ثم قَدِم إلى الحجاز، ودرَّس بكلية الشريعة بمكة، ثم انتقل إلى كلية الشريعة بالرياض أستاذًا لمادَّة مصطلح الحديث في قسم الثقافة الإسلامية. 
وقد أجرى الأعظمي دراسات متخصِّصة على السنَّة النبوية؛ اكتشافًا لبعض المخطوطات فيها وتحقيقًا لها، وبيانًا لمنهج المحدِّثين في نقدهم، وردًّا على المستشرقين. وأجرى دراسات في تاريخ النصِّ القرآني من الوحي إلى التدوين، والتحدِّي القرآني: وعدٌ تحقَّق. وتُرجمت العديد من بحوثه ودراساته إلى عدَّة لغات. وأنشأ - بعد سنوات من العمل الدؤوب - مركزًا لخدمة السنَّة على الشَّابِكَة (الإنترنت)، وقام بتخزين عدد من كتب السنَّة فيه. ومنحته المملكة العربية السعودية جنسيَّتها، تقديرًا لإنجازاته المتميِّزة، ونال جائزة الملك فيصل العالمية.  وبقي منكبًّا على البحث والكتابة إلى ليلة وفاته.

## آثاره

### في التأليف
1. كُتَّاب النبي صلى الله عليه وسلم، المكتب الإسلامي ببيروت، الطبعة الأولى، سنة 1394هـ/ 1974م.
2. دراسات في الحديث النبوي وتاريخ تدوينه، مطابع الجامعة بالرياض، ثم المكتب الإسلامي ببيروت، سنة 1405هـ/ 1985م.
3. منهج النقد عند المحدثين نشأته وتاريخه، وألحق به قطعةً من مختصر التمييز للإمام مسلم، مكتبة الكوثر، الطبعة الثانية 1402هـ/ 1990م.
4. دراسة نقدية لكتاب أصول الشريعة المحمَّدية للمستشرق شاخت.
5. تاريخ تدوين القرآن الكريم، أنكر فيه دعوى تحريف القرآن بالدلائل.
6. النصّ القرآني الخالد عبر العصور، دراسة مقارنة مصوَّرة لسورة الإسراء بين 19 مصحفًا من القرن الأول إلى الخامس عشر.

### في التحقيق
1. صحيح ابن خزيمة، في أربعة أجزاء، وهو من أصح دواوين السنَّة بعد "الصحيحين"، المكتب الإسلامي ببيروت، سنة 1395هـ/ 1975م.
2. العلل، لعلي بن المديني، المكتب الإسلامي، الطبعة الثانية، سنة 1980م.
3. موطأ مالك، في ثمانية أجزاء.
4. سنن ابن ماجه، في خمسة أجزاء.
5. التمييز، لمسلم بن الحجاج.
6. مغازي رسول الله صلى الله عليه وسلم، لعروة بن الزبير.

#### كتب عنه
- نشر سيد عبد الماجد الغَوْرِي مقالًا ضافيًا في مجلَّة "الحديث" المحكَّمة عام 2014م بعنوان: "الشيخ محمَّد مصطفى الأعظميّ ومساهماته العلمية في مجال الحديث النبوي: دراسة استقرائية".
- ثم شارك في مؤتمر دَوليٍّ خاصٍّ عن حياته وآثاره عقدته جامعةُ ابن خَلدون بإستانبول عام 2019م، بورقة بحثية بعنوان: "الشيخ محمَّد مصطفى الأعظمي: خصائص شخصيته وجهوده في الدراسات الحديثية وتصحيح بعضِ ما نُسِبَ إليه من الأوهام".

## تكريمه
- نال جائزة الملك فيصل العالمية للدراسات الإسلامية سنة 1400هـ،[4] فتبرع بها للطلبة النابهين من فقراء المسلمين.

## وفاته
توفي محمد مصطفى الأعظمي بالرياض، فجر يوم الأربعاء 2 ربيع الآخر 1439هـ الموافق 20 ديسمبر (كانون الأول) 2017م. وكان توضَّأ للفجر وصلَّى ثم سقط ميتًا. وصلَّى عليه جمع غفير في جامع الراجحي الكبير في الرياض، ودُفن في مقبرة النسيم، وكان الحضور قليلًا بين الثلاثين والأربعين، ولكنَّهم من صفوة المشايخ وفضلاء أساتذة الجامعات.

## وصلات خارجية
- محمد مصطفى الأعظمي من موقع جائزة الملك فيصل.